# Noc nevěsty
Noc nevěsty je československý film Karla Kachyni z roku 1967.

## Děj
Noc nevěsty je československý černobílý celovečerní film natočený v roce 1967 v režii Karla Kachyni. Jde o adaptaci prózy Jana Procházky. Děj se odehrává v roce 1950 v malé moravské vesnici, kde komunisté nutili rolníky ke kolektivizaci a jeden z rolníků se tomu vzepře tak, že spáchá sebevraždu. Jeho dcera, bývalá katolická jeptiška, se vrací ze zrušeného kláštera, aby spravovala rodinný statek. Noc nevěsty vznikla v době Pražského jara a vyniká v tomto kontextu nezvykle tvrdou kritikou komunistické vlády, ale také snahou autora o zobrazení paralely mezi náboženským a stalinistickým fanatismem. 

## Obsazení
| Jana Brejchová         | jeptiška zvaná Slečna, rozená Konvalinková |
| Mnislav Hofman         | předseda Picin                             |
| Gustáv Valach          | obecní blázen Ambrož                       |
| Josef Kemr             | farář                                      |
| Josef Elsner           | rolník Jan Šabatka                         |
| Čestmír Řanda          | rolník Alois Skovajs                       |
| Jaroslav Moučka        | rolník Vitásek                             |
| Josef Větrovec         | rolník Josef Bařina                        |
| Valerie Kaplanová      | Filipa, Picinova družka                    |
| Libuše Havelková       | rolnice Klára Jedličková                   |
| Karel Houska           | kostelník Tapa                             |
| Zdeněk Kryzánek        | hajný                                      |
| Anna Kratochvílová     | Anna, hrobníkova žena                      |
| Adam Matejka           | hrobník Gustav                             |
| Jaroslava Vysloužilová | Bařinova žena                              |
| Petr Svojtka           | Karel, Skovajsův syn                       |